# 夜都岐神社
夜都岐神社（やつぎじんじゃ）は、奈良県天理市にある神社である。旧社格は村社。夜都伎神社とも書かれ、「やつき」「やとぎ」などとも読まれる。
乙木（おとぎ）集落の北端に鎮座する。式内小社「大和国山辺郡 夜都伎神社」の論社である（他の論社は同市竹之内町の十二神社と田井庄町の八剣神社）。夜都岐は、於都岐（乙木）の誤写とする説もある。全国にある八剣神社との関係の可能性も考えられる。
祭神は、武甕槌命・姫大神・経津主命・天児屋根命。

## 歴史
乙木には元は夜都伎神社と春日神社の2社があったが、夜都伎神社の社地を約400m東南の竹之内の三間塚池（現在の十二神社の社地）と交換し、乙木は春日神社1社のみとして社名を夜都伎神社に改めたものと伝えられる。
乙木村は、古くは興福寺大乗院及び春日大社領の乙木荘で、そのため春日大神を当地に勧請したものとみられる。約200m北に東乗鞍古墳、約300m北西に西乗鞍古墳があり、当地も宮山（たいこ山）と呼ばれ、古墳を削平して神社を造営したと言われている。
春日大社との関係が深く、江戸時代末期まで「蓮の御供」という神饌を献上していた。春日大社からは、古くなった社殿・鳥居を60年毎に夜都岐神社に下賜して使用させる伝統があり、応永13年（1406年）には春日大社の第四殿を下賜されている（春日大社文書）。また、寛正2年（1461年）4月6日には大乗院の尋尊が参詣に訪れている（大乗院寺社雑事記）。現在の本殿は明治39年に春日大社から移された建物。
西には、神宮寺である十来子（じゅうらいし：十羅刹女）堂があったが、現在は乙木集落中の薬師堂に移されている。拝殿はこの地方では珍しい萱葺である。

## 参考資料
- 奈良新聞 2015年11月5日付
- 天理市ホームページ